# Jolanta Januchta
Jolanta Januchta-Strzelczyk, poljski atletinja, * 16. januar 1955, Bielsko-Biała, Poljska.
Nastopila je na poletnih olimpijskih igrah leta 1980, ko je dosegla šesti mesti v teku na 800 m in štafeti 4x400 m. Na evropskih dvoranskih prvenstvih je v teku na 800 m osvojila naslov prvakinje leta 1980 in bronasto medaljo leta 1982.